# Адолф Вилхелм (Саксония-Айзенах)
Адолф Вилхелм (на немски: Adolf Wilhelm; 15 май 1632, Ваймар; † 21 ноември 1668, Айзенах) е херцог на Саксония-Айзенах през 1662 – 1668 г.

## Живот
Той произлиза от род Ернестингските Ветини. Син е на херцог Вилхелм († 1662), херцог на Саксония-Ваймар, и на Елеонора Доротея фон Анхалт-Десау (1602 – 1664), родена княгиня от Анхалт.
На 19 години Адолф пътува до Франция, след това през 1656 г. той е офицер при крал Карл Х Густав от Швеция, и участва в неговата война против Полша. Попада в плен, но е сменен с императорски офицер. През 1661 г. той отива отново в Швеция, крал Карл Густав му дава службата на генерал-майор на инфантерията със заплата от 2000 талери.
След смъртта на баща му (1662) Адолф Вилхелм и тримата му братя си поделят земите му. Град Айзенах става негова резиденция.
На 18 януари 1663 г. Адолф Вилхелм се жени за принцеса Мария Елизабет фон Брауншвайг-Волфенбютел (1638 – 1687), дъщеря на херцог Август II от Брауншвайг. Той има с нея петима сина, от които четири умират скоро след раждането им, а последният, херцог Вилхелм Август (* 30 ноември 1668, † 23 февруари 1671) е роден след неговата смърт и умира на три години.
Адолф Вилхелм умира на 21 ноември 1668 г. в Айзенах, наследен е от тримата му братя. Неговата вдовица се омъжва през 1676 г. за херцог Албрехт от Саксония-Кобург († 1687).